# Chasse au renard
Pour les articles homonymes, voir Chasse au renard (homonymie).

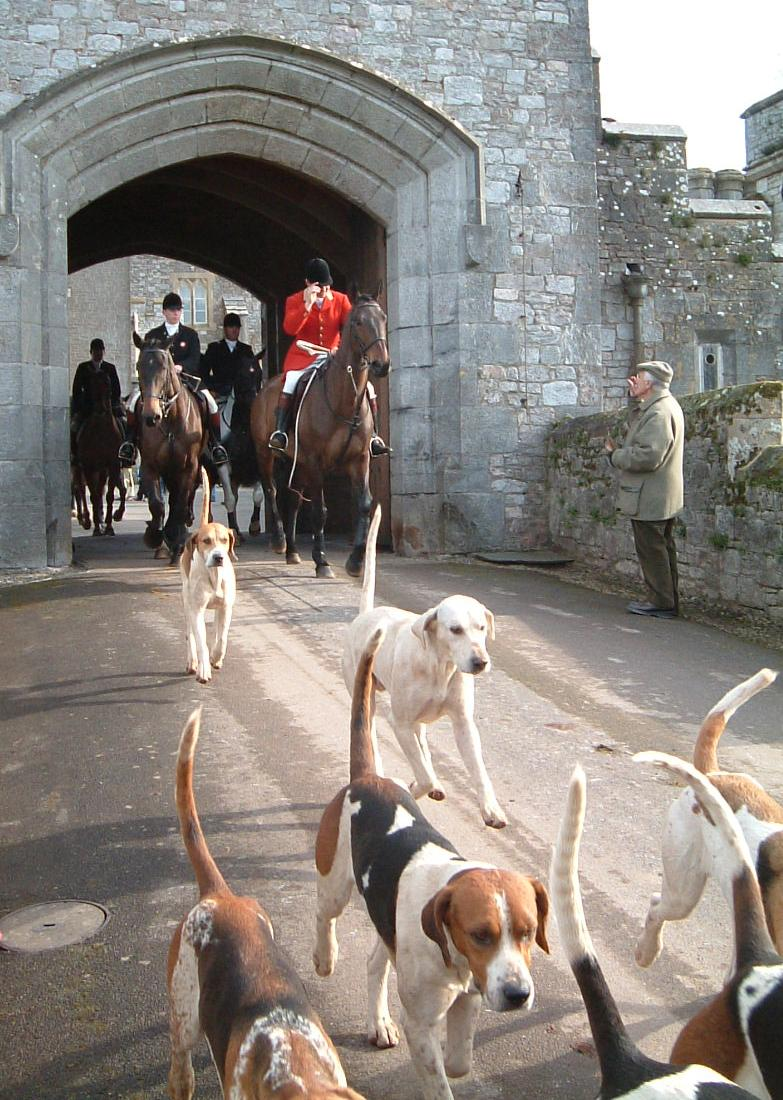
Le maître de chasse mène une meute de foxhounds du château de Powderham dans le Devon, en Angleterre.

La chasse au renard est une activité de vénerie consistant à traquer, poursuivre et parfois tuer un renard (traditionnellement un renard roux), à l'aide de chiens courants (et souvent des Terrier) en général et de foxhounds en particulier, en les suivant à pied ou à cheval.
La chasse au renard est originaire du Royaume-Uni mais a été ou est pratiquée dans de nombreux autres pays : France, Australie, Canada, États-Unis, Russie, etc.
Cette activité est appelée dans les milieux anglo-saxons « beagling », lorsqu'elle est effectuée avec des beagles.
Plusieurs études scientifiques ont montré que la chasse au renard ne permettait pas d'en diminuer le nombre.

## Aux Etats-Unis

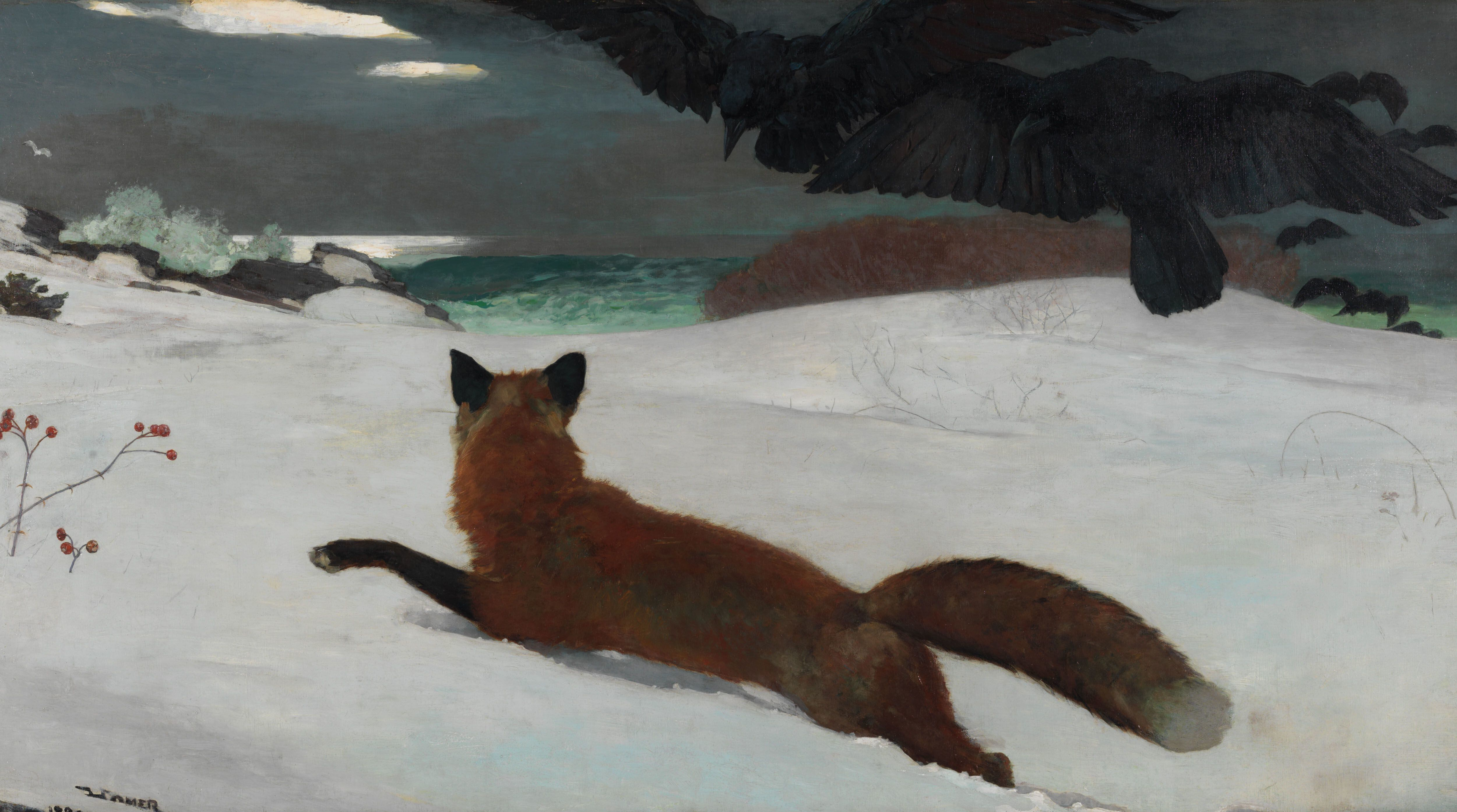
Fox Hunt (La Chasse au renard)
Winslow Homer, 1892
Pennsylvania Academy of the Fine Arts, Philadelphie

Le peintre Winslow Homer, alors qu'il est installé depuis 1883 à Prouts Neck (en), un petit village côtier dans le Maine, près de Scarborough, va chasser et pêcher l'hiver dans les Adirondacks avec son frère Charles. Mais dans le tableau de la chasse au renard, il nous montre un renard bondissant désespérément dans la neige épaisse pour tenter de fuir une volée de corbeaux à moitié affamés. Les oiseaux descendent de façon menaçante, les ailes déployées, formant une masse sombre planant au-dessus du renard qui se débat.

## France
En France, en 2013-2014, 430 000 renards ont été tirés pendant la saison de chasse (de septembre à janvier), et quelques dizaines de milliers ont été capturés au moyen de pièges homologués (trappe ou cage), hors saison de chasse, ce qui fait un prélèvement total annuel d’environ 500 000 renards.

## Luxembourg
La chasse au renard a été interdite pour une année au Luxembourg en 2015. Elle reste interdite en 2016.